# IQLANDIA

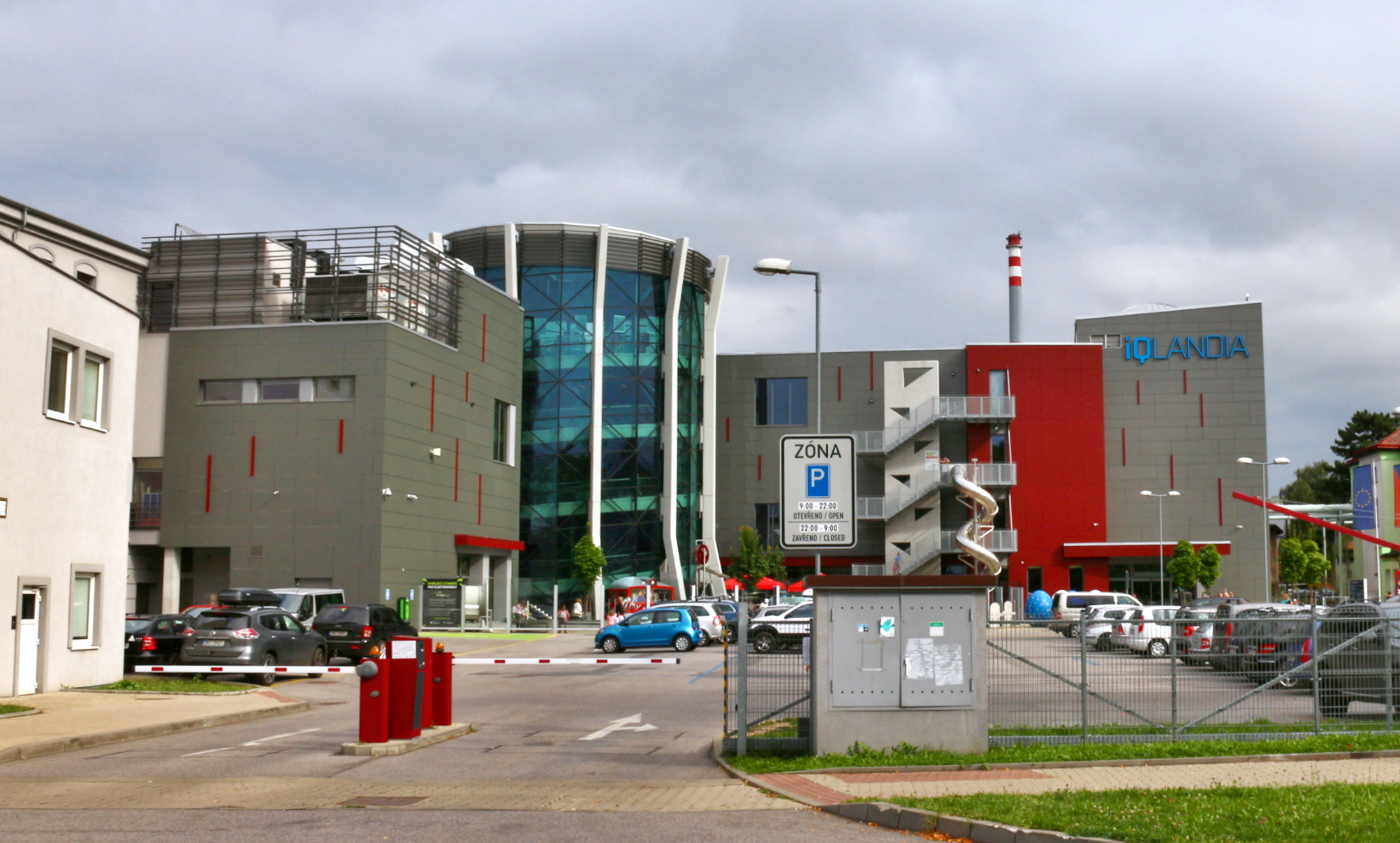
IQLANDIA-Komplex 2017

iQLANDIA ist ein Science Center in Liberec, welches am 29. März 2014 eröffnet wurde. Es baut auf der Tradition von iQPARK auf. Das Wissenschaftszentrum Liberec ist in insgesamt zehn Ausstellungen mit ca. vierhundert interaktiven Exponaten unterteilt. Es besitzt den ersten humanoiden Sprachroboter in der Tschechischen Republik und ein 3D-Planetarium. Das Hauptmotto von iQLANDIA lautet: „Sie wissen, was Sie noch nicht wissen.“

## Ausstellungen
iQLANDIA bietet zehn verschiedene Ausstellungen, die die Welt der Wissenschaft zeigen.
- GeoLab ist eine Ausstellung, die sich darauf konzentriert, wie es im Inneren unseres Planeten aussieht. Der interaktive Ausstellungsbereich, der der Geologie der Tschechischen Republik gewidmet ist, zeigt Höhlen mit Stalaktiten, Gesteine und Mineralien. Ausstellungsstücke: Seismograph
- Die Wasserwelt mit Wasserspielen und Experimenten: Es gibt Wassertröge, -mühlen, -rohre, Maschinen, Jets und sogar die Niagarafälle.
- GEO oder Kosmonautium ist eine Ausstellung, die dem Universum gewidmet ist. Es gibt Exponate wie das Space Skateboard, den Urknall-Simulator und vieles mehr.
- Leben oder was kann Feuer, Wasser, Erde, Luft. Ein Erdbebensimulator, ein Sturm oder ein Tornado-Feuer werden gezeigt. Die Ausstellung stellt dar, wie Menschen die Elemente nutzen und die Elemente ihre destruktive Kraft zeigen.
- TUL oder die Welt der Ideen und Entdeckungen. Die Ausstellung wurde von der Technischen Universität in Liberec vorbereitet, die für die Entwicklung der Nanotechnologie bekannt ist. Sie beantwortet Fragen wie: Wie sieht ihre superintelligente Jacke aus? Was sind die außergewöhnlichen fluoreszierenden und wärmeempfindlichen Materialien?
- Der Mensch oder der Weg in die Tiefe des menschlichen Körpers. Mehr als 80 ausgeklügelte interaktive Exponate sind auf einer Fläche von mehr als 600 m² vorbereitet. In dieser Ausstellung wird das teuerste Exponat des Zentrums gezeigt – der sprechende humanistische Roboter „Thespian“, der zweieinhalb Millionen Kronen kostete.[3] Die Ausstellung ist in zwei Teile geteilt – den menschlichen Körper und die menschlichen Sinne.
- Die Ausstellung: Sexualität oder Alles über Adoleszenz, Liebe, Fortpflanzung, Geburt und Abweichungen ist in der Tschechischen Republik einzigartig. Im Mutterleib stilisiert und speziell für Jugendliche ab zwölf Jahren konzipiert.
- Wissenschaft im Haus oder wie Dinge, die wir jeden Tag benutzen. Die Ausstellung zeigt, wie ein Kühlschrank, eine Waschmaschine oder ein Toaster funktionieren. Es ist so angelegt, dass die Besucher durch jeden Raum des Hauses gehen.
- Sound Tower oder Halten Sie Ihre Ohren fest! Die kleinste, aber künstlerisch aufwendigste Ausstellung in iQLANDIA bietet Musikexponate, die es den Besuchern leicht machen, die Grundprinzipien der Klangerzeugung zu verstehen.
- Tschechen in der Welt oder tschechische Erfindungen, die die Welt erobert haben. Diese Ausstellung zeigt den schwierigen Weg zu großen Erfindungen und Entdeckungen, die Tschechen in die Welt gebracht haben. Großer Raum wird auch zeitgenössischen jungen wissenschaftlichen Hoffnungen gewidmet.

## 4K-Planetarium
Das Planetarium, welches in der Kuppel ganz oben im Wissenschaftszentrum errichtet wurde, verfügt über eine umfangreiche Datenbank mit Tausenden von astronomischen Objekten und zeigt: Sterne, Konstellationen, Planeten, Asteroiden, Planetennebel, Kometen, Messier-Objekte und Satelliten. Neben den einzigartigen Projektionen über die Geheimnisse des Universums gibt es auch Filme über die Evolution, den Zerfall von Kontinenten oder über Dinosaurier sowie kommentierte Live-Projektionen des Sternenhimmels.

## Programm für die Öffentlichkeit
iQLANDIA organisiert zwei Hauptprogramme für die Öffentlichkeit – die Science Show, bei der Dozenten verschiedene Experimente dem Publikum vorführen und mit ihnen Hurra-Workshops im Labor durchführen, wo Besucher z. B. Parfüm herstellen können.
- Die Science Show ist eine wissenschaftliche schauspielerische Performance von Dozenten. Sie zeigen eine Reihe populärer pädagogischer Erfahrungen, die das Publikum einbeziehen. Sie entzünden Feuer mit Wasser oder zeigen was im Magen passiert, wenn Sie Mentos essen usw.
- Hurra ins Labor! In den Laboratorien iQLANDIA können die Besucher selbst Wissenschaftler werden. Es gibt mehrere thematische Workshops, z. B.: die Welt unter einem Mikroskop, die Herstellung von Parfüms, das Geheimnis der unsichtbaren Tinte, das Wunder der Cyanotypie.